# هولیستر (آیداهو)
هولیستر(به انگلیسی: Hollister) شهری در شهرستان تویینفالز ایالت آیداهو است که جمعیت آن در سرشماری سال ۲۰۱۰ میلادی ۲۷۲ نفر بوده است.

## موقعیت جغرافیایی
موقعیت جغرافیایی شهرها و مناطق اطراف به شرح زیر است: